# Neoathyreus catharinae
Neoathyreus catharinae is een keversoort uit de familie cognackevers (Bolboceratidae). De wetenschappelijke naam van de soort werd in 1887 gepubliceerd door Henry Walter Bates.